# Dynamo Mikołajów
Dynamo Mikołajów (ukr. Футбольний клуб «Динамо» Миколаїв, Futbolnyj Kłub "Dynamo" Mykołajiw)  - ukraiński klub piłkarski z siedzibą w Mikołajowie.

## Historia
Chronologia nazw:
- ???—...: Dynamo Mikołajów (ukr. «Динамо» Миколаїв)

Piłkarska drużyna Dynamo została założona w mieście Mikołajów. 
W 1938 zespół występował w rozgrywkach Pucharu ZSRR.